# Congosta
Congosta es un localidad española perteneciente al municipio de Ayoó de Vidriales, en la provincia de Zamora, comunidad autónoma de Castilla y León. 
También es llamada "Congosta de Vidriales" por su ubicación en el valle de Vidriales, justo en la cabecera del mismo, es decir, en su zona más elevada. Por su término discurre el arroyo Almucera, uno de los más caudalosos de la comarca de Benavente y Los Valles. De su casco urbano destaca la iglesia parroquial de San Martín. Sus fiestas principales son el Corpus y San Martín.

## Toponimia y gentilicio

Mapa de la provincia de Zamora, donde figuran Carracedo, Congosta y Alija de los Melones (1863)

El nombre de Congosta tiene que ver con los accidentes del terreno, de coangusta/congusta, que significa "paso estrecho o paso entre elevaciones".
Se llamó al menos hasta 1863 Congosta de los Melones, como su vecino Carracedo y también Alija del Infantado.

## Geografía física

### Ubicación
Congosta es una pequeña población situada en el norte de la provincia de Zamora. Limita con los pueblos de Ayoó de Vidriales al este, Cubo de Benavente al oeste, Uña de Quintana al sur y Nogarejas al norte.
Municipios limítrofes con Congosta
|                          | Norte: Nogarejas     |                         |
| Oeste: Cubo de Benavente |                      | Este: Ayoó de Vidriales |
|                          | Sur: Uña de Quintana |                         |

Red de carreteras que conectan con Congosta
| Identificador | Denominación         | Itinerario |
| ------------- | -------------------- | --- |
| ZA-P-2554     | Carretera provincial | Comunica Congosta con la A-52 a la altura de Quiruelas de Vidriales, Rionegro del Puente y Camarzana de Tera. |

### Orografía
Está rodeado de zonas de pinar intercaladas con bosques de robles y encinas. También hay choperas debido a la calidad del terreno en la zona. 

### Hidrografía

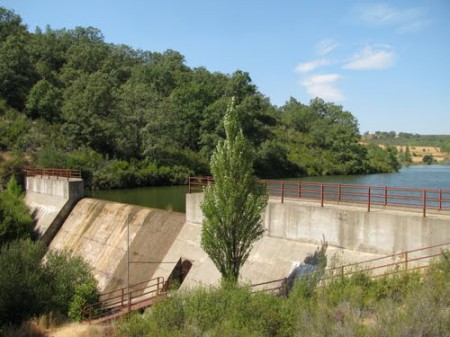
Embalse de Congosta de Vidriales.

En el noroeste de Congosta de Vidriales se forma el arroyo Almucera, uno de los arroyos más notables por caudal de la comarca de  Benavente y Los Valles. Este arroyo nace en Congosta, entre los valles de El Caño, Valmediano y Ayoó Pequeñino, hasta desembocar en el río Tera.
En su término también se encuentra la presa de los Molinos, cuyas aguas provienen de las fuentes existentes en las laderas de los montes más cercanos. Fue construido en el año 1978 para evitar las torrenteras de agua de los inviernos lluviosos. 

### Clima
| Parámetros climáticos promedio de Congosta de Vidriales | Parámetros climáticos promedio de Congosta de Vidriales | Parámetros climáticos promedio de Congosta de Vidriales | Parámetros climáticos promedio de Congosta de Vidriales | Parámetros climáticos promedio de Congosta de Vidriales | Parámetros climáticos promedio de Congosta de Vidriales | Parámetros climáticos promedio de Congosta de Vidriales | Parámetros climáticos promedio de Congosta de Vidriales | Parámetros climáticos promedio de Congosta de Vidriales | Parámetros climáticos promedio de Congosta de Vidriales | Parámetros climáticos promedio de Congosta de Vidriales | Parámetros climáticos promedio de Congosta de Vidriales | Parámetros climáticos promedio de Congosta de Vidriales | Parámetros climáticos promedio de Congosta de Vidriales |
| Mes                                                     | Ene.                                                    | Feb.                                                    | Mar.                                                    | Abr.                                                    | May.                                                    | Jun.                                                    | Jul.                                                    | Ago.                                                    | Sep.                                                    | Oct.                                                    | Nov.                                                    | Dic.                                                    | Anual                                                   |
| ------------------------------------------------------- | ------------------------------------------------------- | ------------------------------------------------------- | ------------------------------------------------------- | ------------------------------------------------------- | ------------------------------------------------------- | ------------------------------------------------------- | ------------------------------------------------------- | ------------------------------------------------------- | ------------------------------------------------------- | ------------------------------------------------------- | ------------------------------------------------------- | ------------------------------------------------------- | ------------------------------------------------------- |
| Temp. máx. media (°C)                                   | 7.2                                                     | 11.1                                                    | 14.3                                                    | 16.1                                                    | 20.1                                                    | 24.1                                                    | 29.2                                                    | 28.7                                                    | 24.5                                                    | 18.3                                                    | 11.8                                                    | 8.3                                                     | 17.8                                                    |
| Temp. mín. media (°C)                                   | -1.2                                                    | 1.2                                                     | 2.2                                                     | 4.1                                                     | 6.9                                                     | 10.6                                                    | 13.2                                                    | 13.1                                                    | 11.0                                                    | 7.1                                                     | 3.1                                                     | 0.8                                                     | 6                                                       |
| [cita requerida]                                        |                                                         |                                                         |                                                         |                                                         |                                                         |                                                         |                                                         |                                                         |                                                         |                                                         |                                                         |                                                         |                                                         |

## Historia
Durante la Edad Moderna, estuvo integrado en la provincia de León, tal y como recoge en el siglo XVIII Tomás López en Mapa geográfico de una parte de la Provincia de León. No obstante, al reestructurarse las provincias y crearse las actuales en 1833, pasó a formar parte, como municipio independiente, de la provincia de Zamora, conservando su adscripción regional al Reino de León, la cual, como todas las regiones españolas de la época, carecía de competencias administrativas. En 1834 se integró en el partido judicial de Benavente, al que pertenece en la actualidad. En torno a 1850, se integró en el municipio de Ayoó de Vidriales.
Tras la constitución de 1978, Congosta pasó a formar parte en 1983 de la comunidad autónoma de Castilla y León, en tanto municipio integrado en la provincia de Zamora.

## Economía

### Agricultura
La economía de Congosta se ha basado desde siempre en la agricultura característica de la zona. A medida que han ido pasando los años la agricultura ha ido perdiendo importancia. Los principales cultivos son de trigo y destacan los viñedos de la zona. Cabe destacar que Congosta de Vidriales se encuentra dentro de la indicación geográfica Valles de Benavente con derecho a la mención vino de calidad utilizada para designar los vino vcprd originarios de la zona vitícola del noroeste de la provincia de Zamora.

#### Proyecto Agroforestal
El municipio de Congosta de Vidriales se encuentra inmerso en un proyecto de investigación pionero que busca luchar contra el cambio climático y regenerar terrenos marginales. Para ello, se han cedido terrenos comunales propiedad del ayuntamiento al que pertenece Congosta.
Comenzó en el año 2012 y se prolongará hasta 2017. Se trata de una iniciativa experimental de agrosilvicultura que cuenta con fondos europeos y en el que además del Ayuntamiento al que pertenece Congosta, participa la Universidad de Valladolid, así como diversas entidades y empresas procedentes de Zamora, Holanda e Inglaterra.
En el municipio de Congosta la actuación afecta a una superficie de 25 hectáreas de terrenos comunales, donde se han ido recuperando los suelos primero mediante cultivos de leguminosas y cereales que se combinan con plantaciones de árboles maderables y productores de biomasa con arbustos y frutales. Además se trabaja conjuntamente en la micorrización del suelo con el fin de ir recuperando su calidad y capacidad productiva. En el año 2014 se han plantado más de mil castaños y otros tantos pinos piñoneros, así como 871 jerbos (serbal común); la misma cantidad de almendros y 169 pistachos. El objetivo fundamental de la misma, que se centra en demostrar que es posible conseguir recuperar la fertilidad del suelo combinando la actividad agroforestal en zonas de suelos pobres y degradados como los seleccionados en este caso. Se han realizado experiencias semejantes en Montpellier (Francia).

### Ganadería
Al igual que la agricultura, la ganadería siempre ha tenido un peso importante en la economía de la localidad. Actualmente existen varias naves porcinas en los extrarradios del pueblo y un ganado ovino.

### Hostelería y restauración
Congosta pese al pequeño número de habitantes no ha perdido su atractivo hostelero. Cuenta en la actualidad con dos bares:
- Bar del Molino: situado junto a la presa de los Molinos.

A su vez también cuenta con un restaurante:
- Restaurante El Molino: ubicado en el Centro de Turismo Rural El Molino en el que se podrá disfrutar de la gastronomía que existe en la zona (carnes, setas, productos de la huerta, quesos, embutidos, caza). Ofrecen menú casero del día, con 4 primeros platos y 4 segundos a elegir, y comidas a la carta donde poder saborear unas exquisitas carnes de calidad como Ternera de Aliste, platos de caza, pescados, postres caseros.

## Demografía
Al igual que en el resto de pueblos de la zona la población ha ido descendiendo considerablemente desde 1960 en adelante debido a la emigración a zonas más prósperas. Estas son zonas como Madrid, Benavente, León, pero principalmente el País Vasco.
| 78                   | - | - | - | 95 | 92 | 88 | 87 | 84 | 84 | 82 | 79 | 79 | 79 | 74 | 72 | 72 | 74 |
| (Fuente: www.ine.es) |   |   |   |    |    |    |    |    |    |    |    |    |    |    |    |    |    |

| Gráfica de evolución demográfica de Congosta entre 1842 y                                |
|                                                                                          |
| Fuente: Instituto Nacional de Estadística de España - Elaboración gráfica por Wikipedia. |

Con sus 72 habitantes censados Congosta se coloca en la duodécima posición cómo localidad más poblada del Valle de Vidriales, por encima de Moratones, que en el año 2000 tenía más habitantes que esta localidad. El fuerte descenso poblacional sufrido por la comarca es muy importante en las localidades con un menor número de habitantes, como es el caso de Rosinos de Vidriales, que ha sufrido un descenso de más del 50% en los últimos 13 años. Congosta, a pesar de sufrir un fuerte descenso, no es tan brusco como el resto de localidades con menos de 100 habitantes (24,21%). Si tenemos en cuenta el descenso de la población, Congosta se sitúa en 14.ª posición siendo Santibáñez de Vidriales la que cierra el ranking.

## Turismo

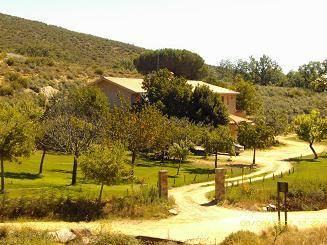
Centro de Turismo Rural en verano (Congosta de Vidriales)

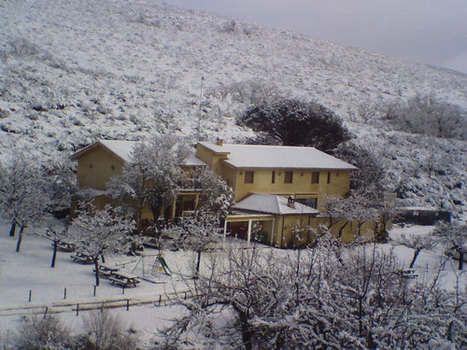
Centro de Turismo Rural nevado (Congosta de Vidriales)

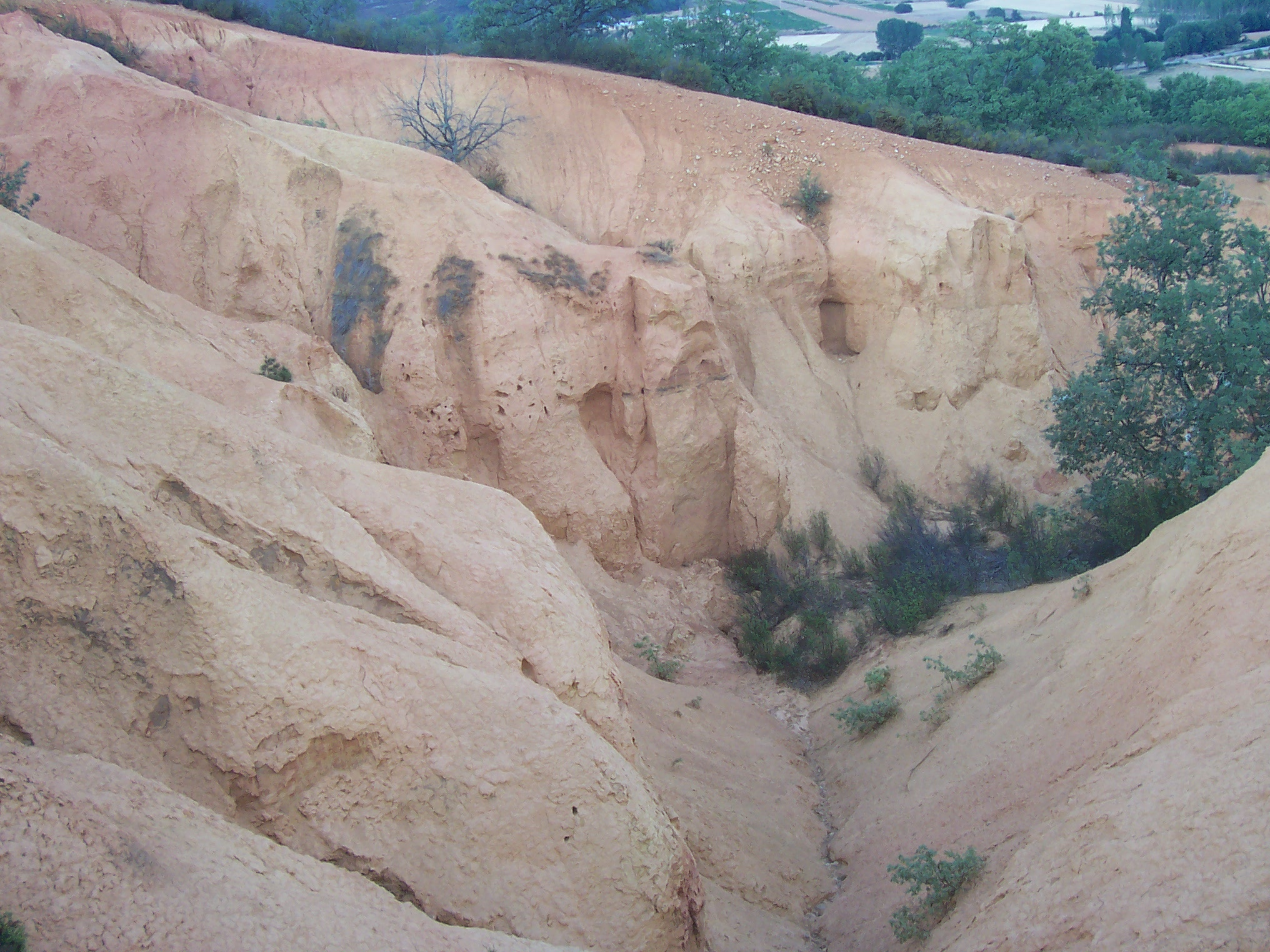
Barrancos de Congosta.

El turismo alcanza su temporada alta en verano, cuando las familias que poseen una casa, principalmente de veraneo, acuden a pasar la temporada estival. Durante el mes de agosto la población puede llegar a cuadruplicarse hasta alcanzar los 300 habitantes. Este incremento de la población durante el verano, mucho mayor que el de otras localidades próximas, se debe a la gran oferta de actividades que tiene el pueblo tales como el baño, la pesca, las rutas por las montañas, actividades rurales, paseos en bicicleta o la tranquilidad. Debido a esta gran oferta Congosta se ha convertido en uno de los pueblos referentes de la zona en relación con el turismo rural. En el año 2006 abrió sus puertas una casa rural "Centro de Turismo Rural el Molino" en la localidad.
- Centro de Turismo Rural el Molino: Anteriormente, El Centro era una casa familiar con más de 100 años de antigüedad. Tras una completa reforma, el establecimiento guarda toda su esencia con un aspecto rústico, restaurado con materiales de la zona como teja, paja, barro. Dispone de una capacidad para 22 personas distribuidas en 11 habitaciones.

### Rutas naturales
La ruta transcurre entre los pueblos de Congosta y Ayoó de Vidriales al norte del territorio de Macovall 2000, sobre la comarca histórica y natural de Los Valles de Benavente. El recorrido une los embalses de Congosta y de Ayoó donde se pueden observar sobre todo aves acuáticas como el somormujo lavanco o la focha, que han encontrado aquí su hábitat ideal. Saliendo del pueblo de Congosta por una pista en dirección noroeste se llega a la orilla del embalse y a un área de recreo. Aguas abajo de la presa se cruza el arroyo que alimenta al embalse y se continúa por las faldas de la Peña de Santiago: un bosque de robles y matorral de jaras y brezos se alterna con los campos de cultivos. Es fácil observar pequeñas aves forestales como los mosquiteros y los pinzones, de ambientes más abiertos como la perdiz roja y la tarabilla, y rapaces como el milano real y el busardo ratonero.

### Área recreativa de la presa de los Molinos
En verano, la presa dispone de un área recreativa y de baño en aguas vírgenes. La zona de baño es llana y no tiene remolinos de agua, por lo que no tiene ninguna peligrosidad. Esta zona está incluso limitada por unas boyas, a partir de las cuales el fondo es más irregular. Dispone de asadores, en los cuales no está permitido asar en verano por la sequedad de la zona, para evitar incendios. También dispone de mesas y amplias campas. La zona recreativa es accesible vía automóvil, bicicleta o incluso a pie. A la altura del km 6 de la carretera ZA-P-255 se coge el desvío a la derecha para entrar en Congosta. Seguidamente se sube la calle Calzada hasta llegar al final de ésta, donde finaliza el camino asfaltado y que es el punto más alto de la localidad. Desde allí, una señal indica el área recreativa y la zona de baño.

### Caza
Durante los meses de más frío los cazadores son los principales turistas en la localidad ya que abundan los cotos de caza. Las especies más valoradas en esta zona son el corzo, el jabalí, la perdiz roja, el conejo de monte y la liebre entre otras.

### Barrancos de Congosta
Para los más aventureros en los montes de Congosta existen unos grandes barrancos surgidos de las lluvias caídas a lo largo del tiempo. Para adentrarse en ellos se recomienda ir con alguien que conozca bien la zona ya que abundan as cárcavas y pozos que pueden llegar a ser muy profundos.

## Flora y fauna
La fauna del lugar es muy diversa, pudiendo encontrarse tanto corzos, jabalíes, ciervos, liebres y conejos como aves; milanos y cernícalos.

## Patrimonio

### Iglesia de San Martín
Entre las casas apiñadas del pueblo destaca la iglesia de San Martín con su sencilla espadaña y su presbiterio cubierto por una cúpula octogonal bajo la que se encuentra un retablo neoclásico.

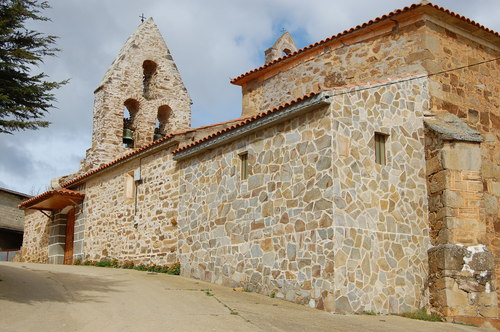
Iglesia de San Martín, Congosta de Vidriales

### La ermita
Humilde ermita cubierta por una cúpula de media naranja, situada en un angosto rincón entre las casas, en cuyo interior se encuentra un retablo barroco con la imagen de la virgen del Rosario fechado en 1762.

### Los molinos
En Congosta existen varios molinos que molían centeno y hacían pienso para el ganado. El molino más conocido es el que está situado junto al aliviadero de la presa que lleva su nombre y la casa rural. A su lado existía un aserradero. Este molino se encuentra actualmente en ruinas.

## Fiestas
Las fiestas patronales de Congosta de Vidriales se celebran el primer fin de semana de julio en honor al Corpus. Durante estos días se realizan actos religiosos (Santa misa y procesión por las calles de pueblo), actos lúdicos (Juegos para niños, hinchables, torneo de cartas), actos musicales (dos orquestas la noche del viernes y el sábado y charangas) y una paellada la jornada del domingo. Numerosos visitantes se acercan ese fin de semana a la localidad desde diversos puntos del país para celebrar el Corpus.
Desde verano de 2014 la Asociación Cultural el Balcón de Vidriales, organizada por vecinos de la localidad, promueve actividades durante el mes de agosto en la llamada "Semana Cultural". Estas actividades incluyen talleres, bailes, concursos y una comida de hermandad. Debido al éxito se espera dar continuidad a estos actos.
El día 11 de noviembre se celebra San Martino. Esta festividad incluye actos religiosos y lúdicos como la chocolatada en la escuela del pueblo y una charanga. También son muy celebrados los carnavales, especialmente el domingo y el martes de carnaval.

## Política
En las Elecciones Municipales de 2015 el vencedor fue el Partido Socialista Obrero Español con 4 concejales, consiguiendo la mayoría absoluta, el PP 3 concejales, UPL no presentó candidatura.
| Composición del Ayuntamiento de Ayoó, Carracedo y Congosta de Vidriales |          |         |           |                                                                             |
| Partido político                                                        | Nº votos | % votos | Nº ediles | Concejales                                                                  |
| Partido Socialista Obrero Español (PSOE)                                | 124      | 41,89%  | 3         | David Martínez Martínez, Visitación Peral Delgado , Ramiro Pontejo Martínez |
| Partido Popular (PP)                                                    | 88       | 29,73%  | 2         | Ezequiel Prieto Fernández, Sofía Toston e Isaac Zapatero Tabara             |